# Milonice (okres Blansko)
Obec Milonice se nachází v okrese Blansko v Jihomoravském kraji. Žije zde 173 obyvatel.

## Historie
První písemná zmínka o obci pochází z roku 1358. Na počátku 18. století patřily Milonice ke dvěma panstvím – 6 gruntů k Černé Hoře a 6 gruntů ke kuřimskému panství (majetek města Brna). Na návsi byla v roce 1834 postavena zděná kaplička.
V roce 1846 zde bylo 20 domů se 115 obyvateli. V roce 1900 šlo o 24 domů a 202 obyvatel. V roce 1882 byla v obci postavena škola, ve které se učilo až do roku 1969, kdy byla škola pro nedostatek dětí zavřena. V roce 1928 byl v obci vybudován vodovod.
5. dubna 2017 byly obci uděleny znak a vlajka.

## Zajímavosti
- Kaple z roku 1834
- Milonické vodopády na říčce Lažánka

## Galerie

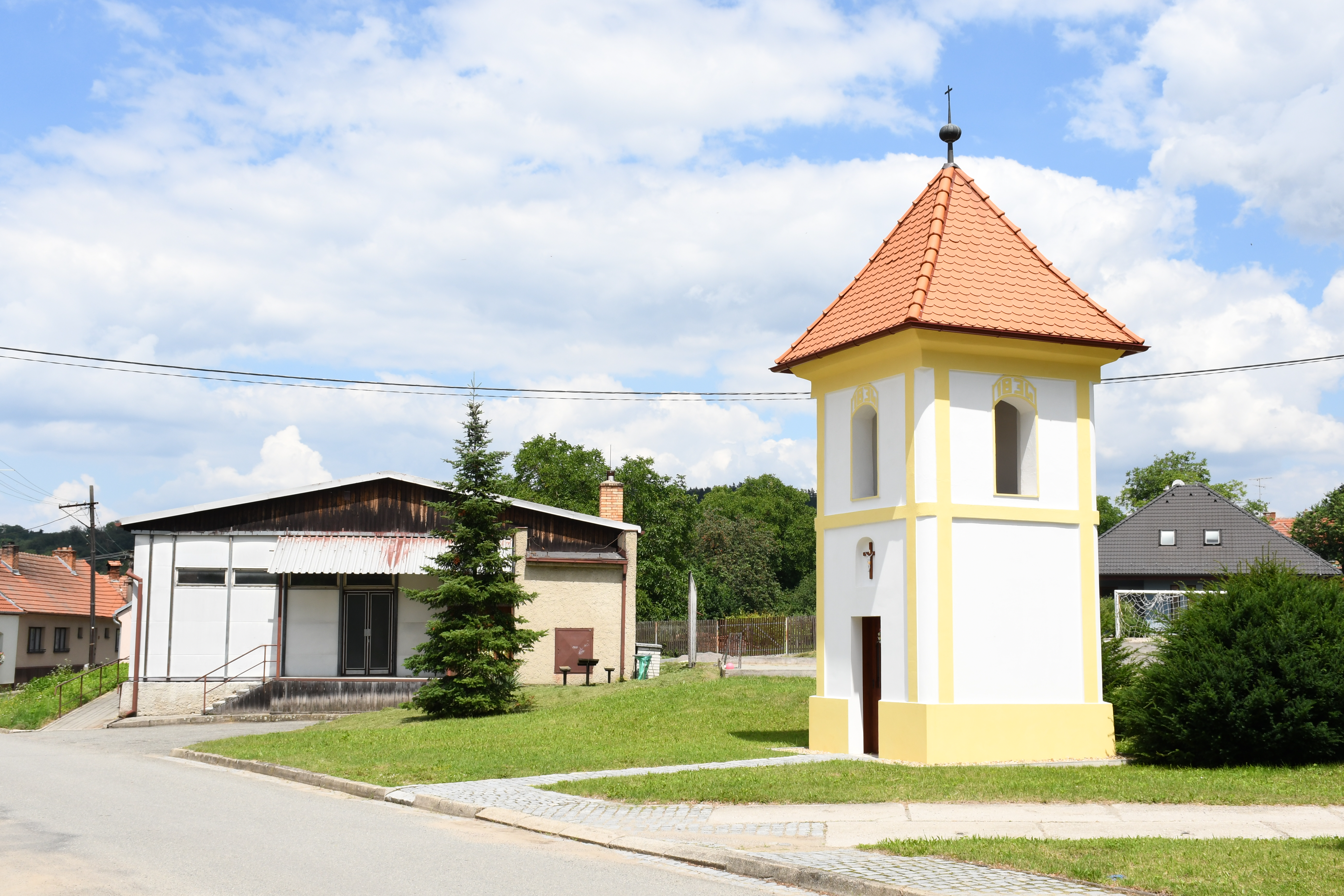
Kaple
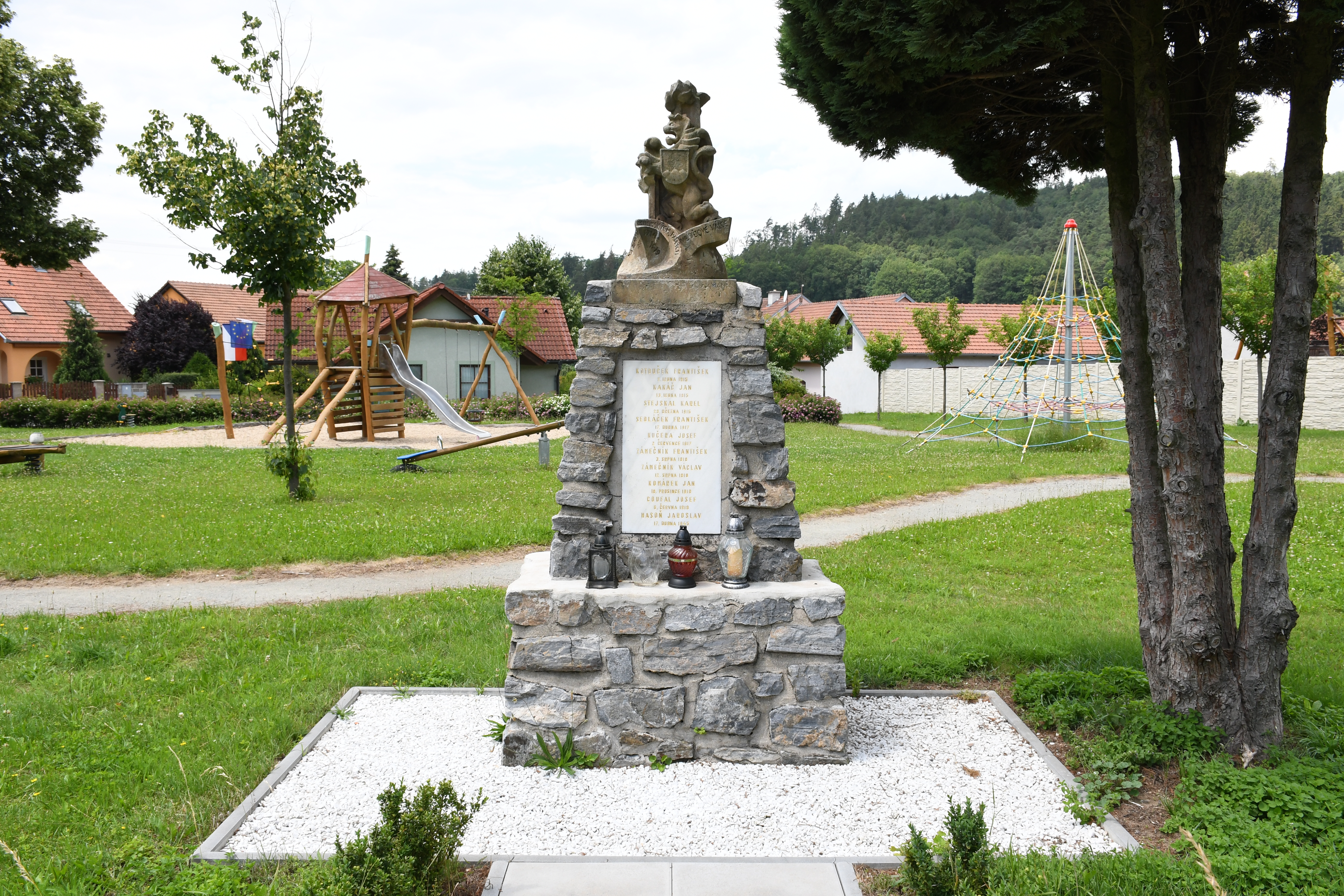
Pomník obětem I. sv. války
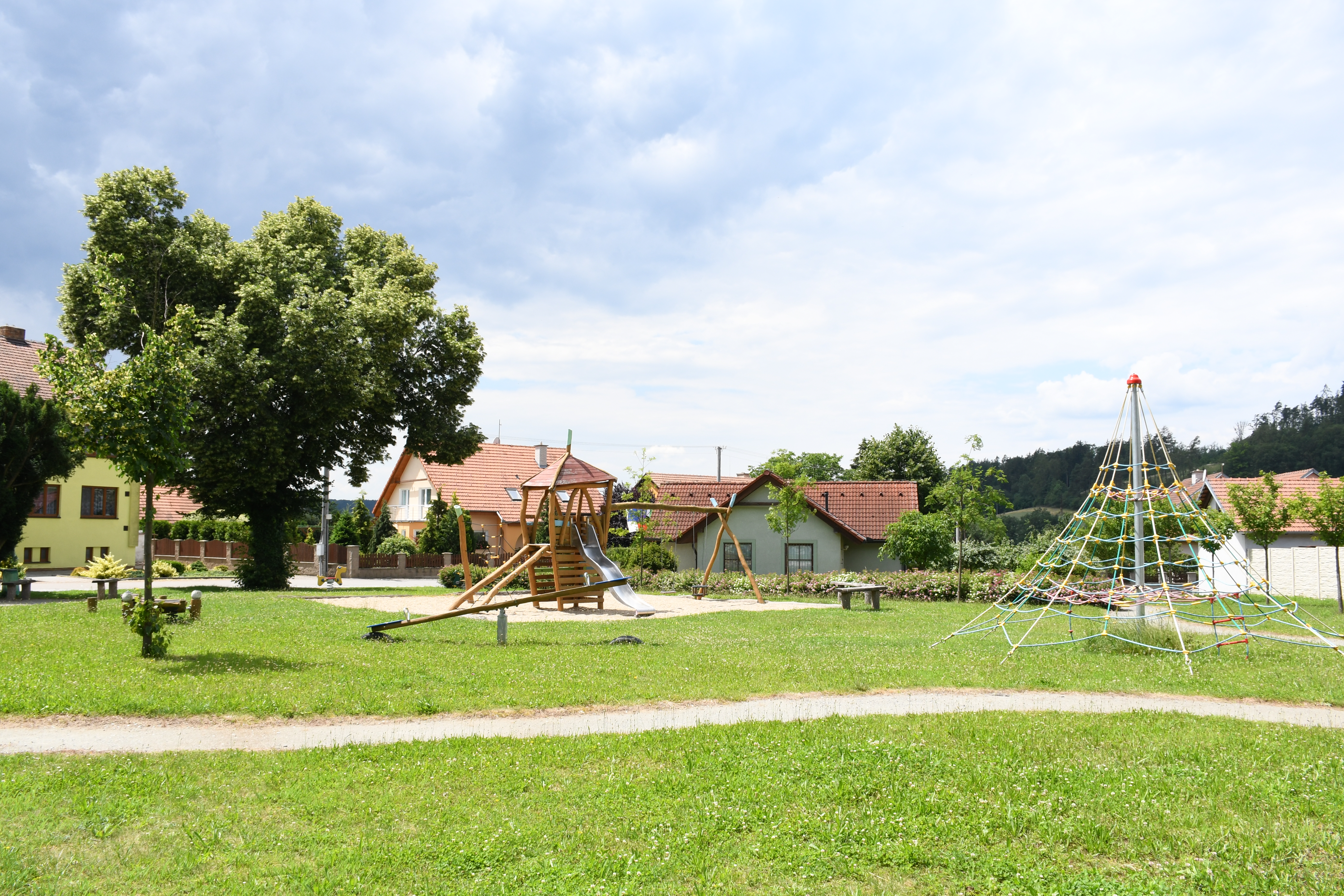
Dětské hřiště